# Cheikh Lô
Cheikh N'Digel Lô (Bobo-Dioulasso, 1955) è un musicista senegalese.

## Biografia
(Cheikh Lô, 2020)
Nato in Burkina Faso, da genitori senegalesi, comincia giovanissimo a suonare e cantare.
Incomincia la carriera alle percussioni dell'Orchestre Volta Jazz, un gruppo che suona sia pop cubano e congolese che musica tradizionale del Burkina Faso.
Lô si trasferisce in Senegal nel 1978 e partecipa a diverse formazioni di mbalax. Nel 1985 suona la chitarra con numerosi gruppi della Costa d'Avorio o anche francesi, cosa che gli dà la possibilità di incidere alcuni pezzi a Parigi nel 1987.
Quando il suo gruppo si separa, resta a Parigi. Suonando con altri, sviluppa i suoi suoni caratteristici, descritti come una fusione di mbalax e di reggae con influenze di sukus. Nel 1995 Youssou N'Dour gli propone di produrre il suo primo album, Ne La Thiass. Segue un tour in Europa.
Cheikh ritorna nel 1999 registrando nello studio Xippi il secondo album: " Bambay Gueej " co-prodotto da Nick Gold e Youssou N'Dour. Ai suoni africani Cheikh aggiunge le sue influenze musicali afro-cubane, reggae e funk. Come Guest appaiono il sassofonista Pee Wee Ellis e la diva Malienne Oumou Sangaré.
Dopo sei anni di assenza Cheikh Lô torna con Lamp Fall, un album dalle sonorità del Senegal e del Brasile, registrato fra Salvador de Bahia, Londra e Dakar. Le tredici tracce di " Lamp Fall " mixano musiche brasiliane, afro-cubane, jazz e funk. Le chitarre di Lamine Faye e Oumar Sow e il sax del jazzman americano Pee Wee Ellis si associano a meraviglia con le percussioni brasiliane e senegalesi.
Lamp Fall è il soprannome di Cheikh Ibra Fall, fondatore del movimento Baye Fall della fratellanza Mouride cui Cheikh Lô appartiene. Segno distintivo del gruppo sono i dread, ch'egli stesso porta.
Nel 2008 incide la canzone I Still Haven't Found What I'm Looking For del gruppo rock U2 disponibile sull'album In The Name Of Love : Africa Celebrates U2, uscito ad aprile 2008.

## Discografia
- Ne La Thiass (1996) (World Circuit Records / harmonia mundi)
- Bambay Gueej (1999) (World Circuit Records / harmonia mundi)
- Lamp Fall (2005) (World Circuit Records / harmonia mundi)
- Jamm (2010) (World Circuit Records / harmonia mundi)
- Balbalou (2015)

Con Rubén González
- Chanchullo (2000)

Come ospite
- The Rough Guide to the Music of Senegal (2013, World Music Network)